# Seznam trolejbusových tratí v Praze
Toto je seznam a popis všech trolejbusových tratí, které existovaly v Praze mezi lety 1936 a 1972, a dále pak od roku 2017. Je řazený chronologicky podle data zahájení provozu.

## Období 1936–1972

### Zkušební trať v ČKD
Zkušební trať v areálu ČKD ve Vysočanech se stala první postavenou trolejbusovou tratí na území Prahy. Přesná poloha, délka a uspořádání již dnes není známa. Pouze se ví, že celá trať byla dvoustopá a na obou koncích měla vratné zařízení. První jízda se na této trati konala 24. dubna 1936 ve 13:30. První trolejbus jedoucí na této trati byl typu Praga TOT.

### Trať Svatý Matěj – Střešovice

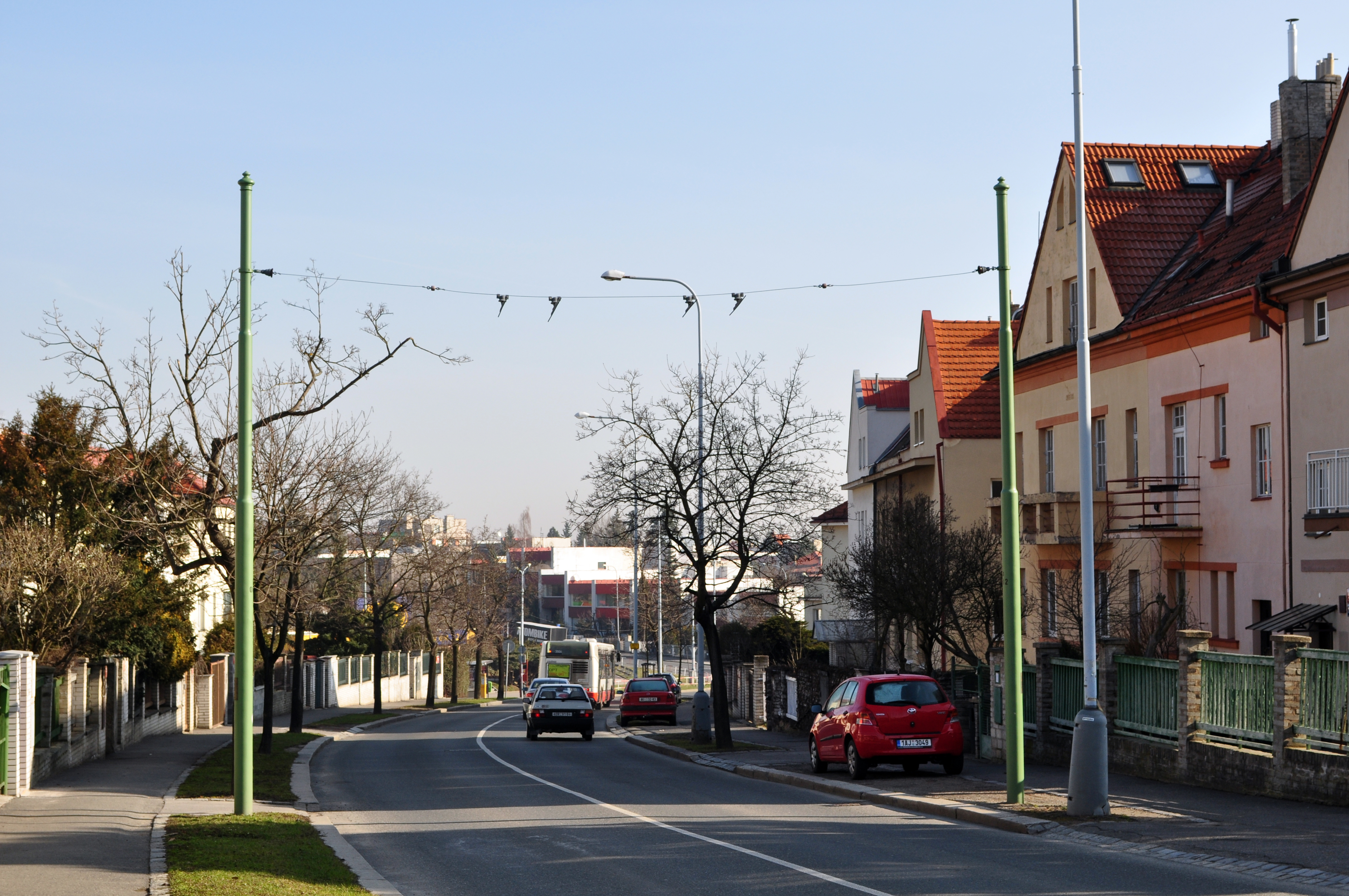
Pomník první pražské trolejbusové trati v Šárecké ulici na Hanspaulce

Trať začínala jednostopou smyčkou u kostela svatého Matěje v Dejvicích a dále vedla ulicemi Šáreckou, Na Pískách, Starodejvickou a Na Ořechovce. Maximální stoupání na této trati bylo 8,47 % a provozní délka byla 3,628 km. Tato trať měla experimentální charakter. Její umístění bylo vybráno, protože splňovalo dané podmínky jako kopcovitý profil, optimální délka, kvalitní povrch komunikací, snadná dostupnost opravářské základny, přiměřené a rovnoměrné přepravní zatížení a možnost zavedení náhradní dopravy bez přenosu výpadku na ostatní síť. 29. května 1936 bylo pro tuto trať uděleno prozatímní užívací povolení, protože bylo potřeba vycvičit řidiče. 28. srpna téhož roku byl na této trati slavnostně zahájen provoz. Z důvodu vyšší přepravní poptávky v úseku Sv. Matěj – Bořislavka byl 14. února 1938 dán do provozu spojovací oblouk na Bořislavce. Když byl 26. března 1939 zaveden pravostranný provoz, musely se upravit vozy a vzdušné výhybky. Od 16. dubna 1942 byl úsek Bořislavka – Vozovna Střešovice pouze manipulační, určený pouze pro výjezd a zatahování vozů na trať, respektive z trati. Po roce 1940 byly uvažovány dvě možnosti prodloužení. Jedna byla po trase Sv. Matěj – Bubeneč a druhá Sv. Matěj – Bubeneč – Nádraží Střed. Žádný z těchto návrhů však nebyl nikdy uskutečněn. Byla pouze postavena trať do garáží Dejvice. Trať Svatý Matěj – Střešovice byla zcela izolována od ostatní sítě trolejbusů. Provoz na ní skončil spolu s linkou K neboli 51 v roce 1959. Po trase bývalé trati lze stále vidět některé zbytky původního trolejového vedení.

### Trať Smíchov – Santoška – Waltrova továrna
Tato trať byla později přejmenována na Žitná – Smíchov – Jinonice a původně měla vést až od Jiráskova mostu. Proti tomu bylo ale Ředitelství pošt a telegrafů, proto bylo provozní povolení uděleno až 10. ledna 1938. Trať byla ale uvedena do provozu až o rok později – 1. října 1939. Celá trať byla dvoustopá, kromě smyčky u Anděla a na Malvazinkách, kde byl spojovací oblouk. Oproti tomu u Waltrovky byla jednoduchá smyčka. Průměrná délka trati byla 3,221 km a bylo na ni stoupání až 9,040 %. Na křižovatce Na Knížecí se na tuto trať napojovala dvoustopá manipulační trať pro vyjíždění ze smíchovské vozovny. V roce 1947 byla postavena druhá stopa u smyčky Anděl a trať také byla dále prodloužena ulicemi Vltavská, Svornosti, Zborovská a dále přes Jiráskův most ulicemi Resslova, Ječná do ulice Štěpánské. Trať tak dosáhla délky 5,2 km a získala nový název. V roce 1948 byla trať prodloužena od Waltrovky k jinonické sokolovně a byla tak prodloužena na délku 6,673 km. 31. března 1969 byl však provoz na úseku Waltrovka – Jinonice zrušen a od 31. května 1969 byl zrušen provoz v úseku Waltrovka – Vltavská. Zbývající úsek byl zrušen 16. října 1972.

### Trať Svatý Štěpán – Václavské náměstí
Tato trať byla v provozu od 14. prosince 1947 a sloužila jako bloková smyčka pro linky končící na Václavském náměstí. Trať měřila 1,233 km, byla jednosměrná a jednostopá s předjízdnou trolejí na Václavském náměstí. Provoz na ní byl ukončen 9. ledna 1967.

### Trať Smíchov–Hřebenka
Tato trať byla vybudována v roce 1948 a vedla ulicemi V Botanice (tam), Matoušova (zpět), Preslova, E. Peškové, Holečkova, Zapova a Švédská. Trať byla ukončena jednostopou smyčkou na křižovatce s ulicí Na Hřebenkách. Na tuto trať byla připojena trať Hřebenka – Stadion Jih. Do provozu byla tato trať dána při sokolském sletu 18. června 1948. Od 9. července téhož roku byl provoz na ni dočasně zastaven, ale od 1. října 1948 byl obnoven pravidelný provoz. Trať měřila 2,258 km. V letech 1957 – 1958 byla vybudována manipulační trať z Hřebenek do Košíř, která však nebyla připojena výhybkou. Provoz na trati ze Smíchova byl ukončen 16. října 1972.

### Trať Hřebenka – Stadion Jih
Tato trať byla pokračováním tratě Smíchov – Hřebenka. Délka této tratě byla 1,203 km se smyčkou o délce 249 m. Před první spartakiádou byla na této trati postavena druhá smyčka, která měřila 252 m. Provoz na této trati byl zahájen i ukončen ve stejný den, jako na trati Smíchov – Hřebenka.

### Trať Karlovo náměstí – Zdravotní ústav – Průběžná
První úsek této trati byl uveden do provozu 27. února 1949. Trať končila v zastávce Zdravotní ústav a vedla ulicemi Žitnou, Anglickou, náměstí Míru, Slezskou, Boleslavskou a Benešovskou. Za konečnou u zastávky Zdravotní ústav byl jednostopý vratný trojúhelník. Při obracení se muselo couvat do ulice U Zdravotního ústavu. Po několika týdnech byla trať prodloužena na křižovatku s Ruskou, kde byla zřízena jednostopá smyčka. Trať měřila 3,676 km. 1. září 1950 byla trať prodloužena Ruskou ulicí do ulice Pod Rapidem, kde končila jednostopou smyčkou a dosáhla konečné délky 4,875 km. V roce 1954 byla k této trati na křižovatce Ruské a Bělocerkevské připojena trať Zdravotní ústav – Vršovice – Vozovna Michle. 2. července 1956 byly na náměstí Míru zřízeny dvě smyčky. 4. září 1968 byl úsek Zdravotní ústav – Průběžná zrušen. 5. července 1972 byl zrušen úsek Orionka – Zdravotní ústav. Zbytek tratě byl zrušen 16. října 1972.

### Trať Svatý Štěpán – Pankrác

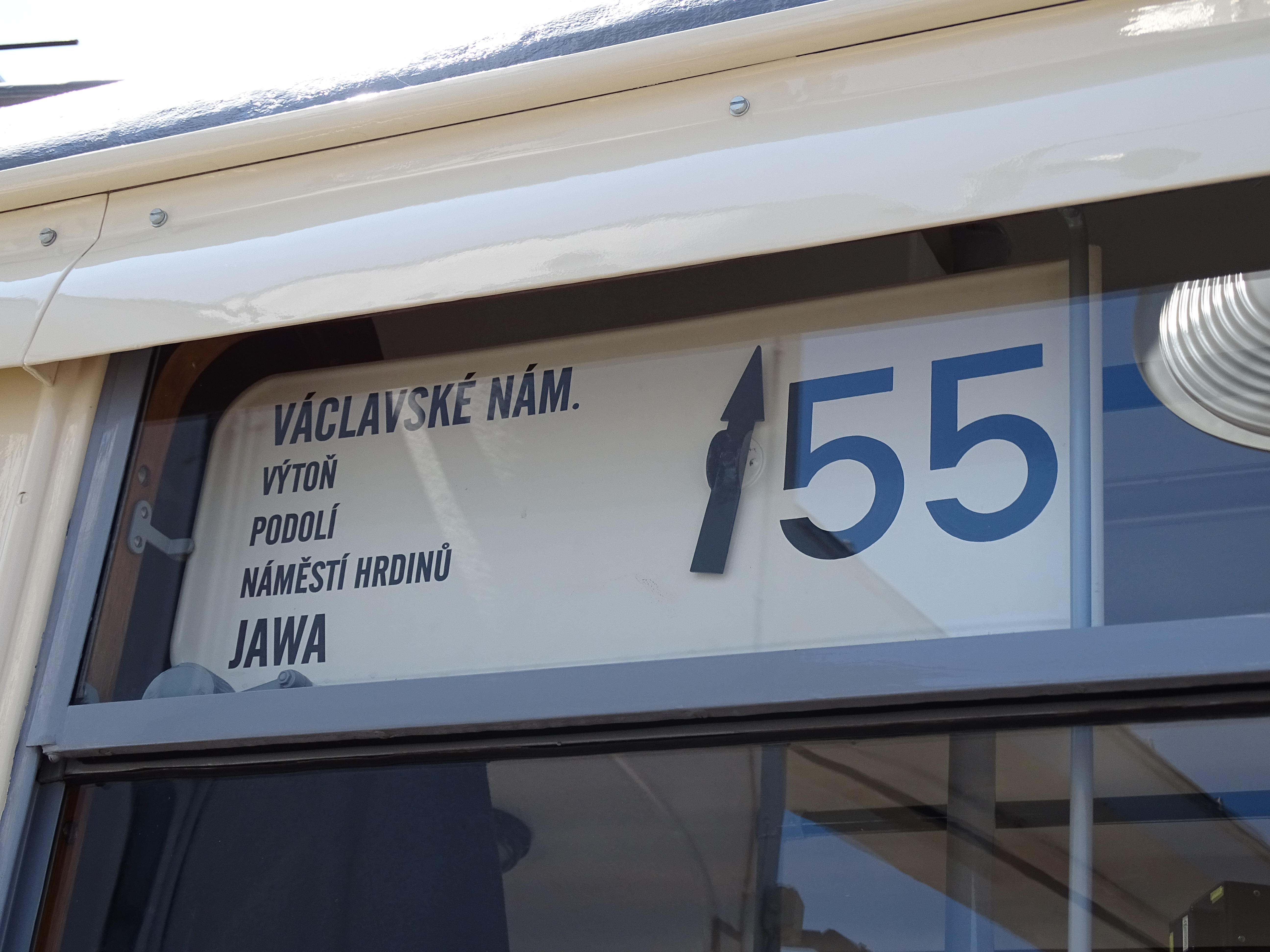
Tabule trolejbusové linky 55

Trať začínala na křižovatce ulic Štěpánské a Ječné a dále vedla ulicemi Lípovou, Kateřinskou, Benátskou, Vyšehradskou, Libušinou, po nábřeží K. Marxe, Podolskou, Sinkulovou, Na Dolinách, Lomnického a Na Pankráci a končila jednostopou smyčkou u nádraží ČSAD poblíž továrny Jawa. Do provozu byla dána 29. května 1949. Z důvodu zavedení posilové linky byla vybudována smyčka Děkanka, která vedla ulicemi Lomnického, Kischova a Dačického a do provozu byla dána 1. října 1954. V dalších letech byla trať beze změn a zrušena byla 9. ledna 1967.

### Trať Jungmannovo náměstí – Karlovo náměstí
Poprvé jely vozy po této trati 3. října 1949. Tato trať se napojovala na trať Žitná – Smíchov – Jinonice a Karlovo náměstí – Zdravotní ústav. Trať byla beze změn až do 5. září 1966, kdy byl zrušen úsek Žitná – Jungmannovo náměstí a zbytek tratě byl zrušen 16. října 1972.

### Trať Vinohrady–Žižkov–Vysočany
Trať začínala na křižovatce ulic Šumavské a Slezské a napojovala se na trať Karlovo náměstí – Zdravotní ústav a dále vedla ulicemi Šumavská, Třebízského, Polská, Ondříčkova, Lupáčova, Rokycanova, Roháčova, Zelenky-Hajského, Novovysočanská, Krejcárek, Klímova, Fučíkova, Nemocniční a U Vysočanského pivovaru. Délka trati byla 7,221 km. Na Ohradě byla postavena jednostopá smyčka pro obracení od Vysočan, později se zde dalo otáčet také od centra. Trať byla v provozu od 4. března 1951 v úseku Ohrada – Vysočany. Zbývající úsek byl kvůli nevyhovujícímu stavu komunikací otevřen až 8. června 1953. Trať fungovala beze změn až do 28. března 1966, kdy byla zrušena.

### Trať Žižkov – Libeňská vozovna
Tato manipulační trať byla dána do provozu 5. ledna 1952, kdy byla zprovozněna vozovna Libeň. Trať byla jednostopá a vedla ulicemi Pod Plynojemem a Švábky. Délka byla 1,226 km. Na Krejcárku bylo úrovňové křížení této tratě s elektrifikovanou tratí ČSD (1500 V ss), jakožto jediné v celé Praze. To zaniklo v souvislosti se zvýšením napájecího napětí na 3000 V ss na pražských spojkách. Na křižovatce ulic Pod Plynojemem – Novovysočanská se tato trolejbusová trať připojovala bez výhybek k trati Vinohrady – Žižkov – Vysočany. Trať byla v provozu spolu s vozovnou Libeň až do 21. srpna 1961, poté se tato vozovna spolu s oběma navazujícími tratěmi do Libně a Čakovic ocitla trolejově izolována od ostatní trolejbusové sítě. Železniční přejezd v ulici Pod Plynojemem (u dnešního mostu tramvajové tratě Ohrada – Palmovka) byl v souvislosti se stavbou železničního Nového spojení nahrazen novým silničním přemostěním jeho tratí na začátku 21. století.

### Trať Švábky–Prosecká
Tato manipulační trať byla postavena pro spojení vozovny Libeň a trati Libeň – Prosek – Čakovice. Vedla ulicemi Voctářova, Světová, třída Rudé armády a Prosecká, měřila 1,571 km a byla uvedena do provozu 24. srpna 1952. Trať byla v úseku v délce 770 m od vozovny ve Voctářově ulici zpočátku jednostopá, později dvoustopá, dále až k Prosecké ulici dvoustopá. Provoz vozovny Švábky i manipulační trati byl ukončen 9. července 1965 spolu s provozem trati Libeň–Prosek–Čakovice.

### Trať Libeň – Prosek – Čakovice
Tato trať byla dána do provozu dne 24. srpna 1952. Začínala jednostopou smyčkou kolem bloku domů určeného ulicemi Prosecká, Rudé armády, Hejtmánkova v návaznosti na manipulační trať Švábky–Prosecká. Dále vedla ulicemi Prosecká, Nad Krocínkou, Letňanská, Pražská, Gottwaldova a Čakovická (Stalinova) a měřila 6,132 km. Na trati byly zpočátku další dvě smyčky, z toho jedna v Čakovicích, druhá bloková v Letňanech (v ulicích Havlíčkova – Zápotockého – Komenského). Dne 21. září 1956 byl provoz v ulici Letňanská přeložen na novou komunikaci (729 m) a o den později byl zahájen provoz na nové smyčce U kříže vedené ulicemi Čtyřdomí, Srbova a Hejtmánkova. Přitom v ulici Srbova byla výstupní a v ulici Hejtmánkova nástupní zastávka. Původní smyčka zůstala také zachována. 9. července 1965 se v ulici Nad Krocínkou propadla vozovka a provoz byl dočasně přerušen; 29. listopadu 1965 bylo dočasné zastavení provozu označeno za trvalé, protože se s úplným zrušením tratě počítalo již v roce 1966. Toto byla jedna z tratí, která opouštěla tehdejší administrativní hranici hlavního města Prahy (na rozhraní tzv. Prosecké kolonie a Letňan). Druhá taková byla jen trať do Velké Chuchle.
V roce 2017 byla v části této trasy obnovena trať Kundratka–Kelerka, od roku 2022 je v provozu i úsek Letňany – Obchodní centrum Čakovice.

### Trať Vinohrady – Žižkov ( – náměstí M. Gorkého)
Trať byla dána do provozu 1. března 1953. Spojovala trať ve Slezské ulici s tratí v ulici Ondříčkově a vedla ulicemi Orlická a Bořivojova. Výhledově měla být prodloužena na Senovážné náměstí (tehdy nám. M. Gorkého), případně k Masarykovu nádraží (tehdy Praha střed). Zůstala však beze změn až do 28. března 1966, kdy byla zrušena. Délka trati byla 0,625 km.

### Trať Dientzenhoferovy sady – Újezd
Tato trať vedla ulicemi Zborovská, Petřínská a Plaská. Provoz byl zahájen 18. dubna 1954. Trať měřila 0,463 km a konečná smyčka měla 0,572 km. Dne 29. srpna 1967 byl zrušen její koncový úsek se smyčkou Újezd a o den později byla trať propojena novou manipulační spojkou ve Vodní ulici se smyčkou Petřínské sady (trať Smíchov – Hřebenka). Zbytek trati zůstal zachován až do ukončení trolejbusového provozu.

### Trať Smíchov–Zbraslav
Tato trať vedla ulicí V. Vančury a dále po nábřeží přes Malou Chuchli do Velké Chuchle. Délka byla 6,709 km a trať byla v celé své délce dvoustopá. Ve Velké Chuchli byla zřízena jednostopá smyčka. Trať měla vést až do Zbraslavi, ale nikdy nebyla dostavěna. O tomto úmyslu svědčilo asi 100 m kusého dvoustopého vedení, které pokračovalo po hlavní silnici směrem na Zbraslav. Do smyčky na okraji Velké Chuchle vedla odbočka se vzdušnými výhybkami. Chuchelská trať vedle trati do Čakovic byla druhá, která tehdy opouštěla administrativní hranici hlavního města Prahy. Do provozu byla trať dána 18. dubna 1954. Provoz byl prozatímně zastaven od 3. ledna 1960 z důvodu výstavby silnice I/4, ale již brzy byla zrušena. Stalo se tak 1. ledna 1962.

### Trať Zdravotní ústav – Vršovice – Vozovna Michle

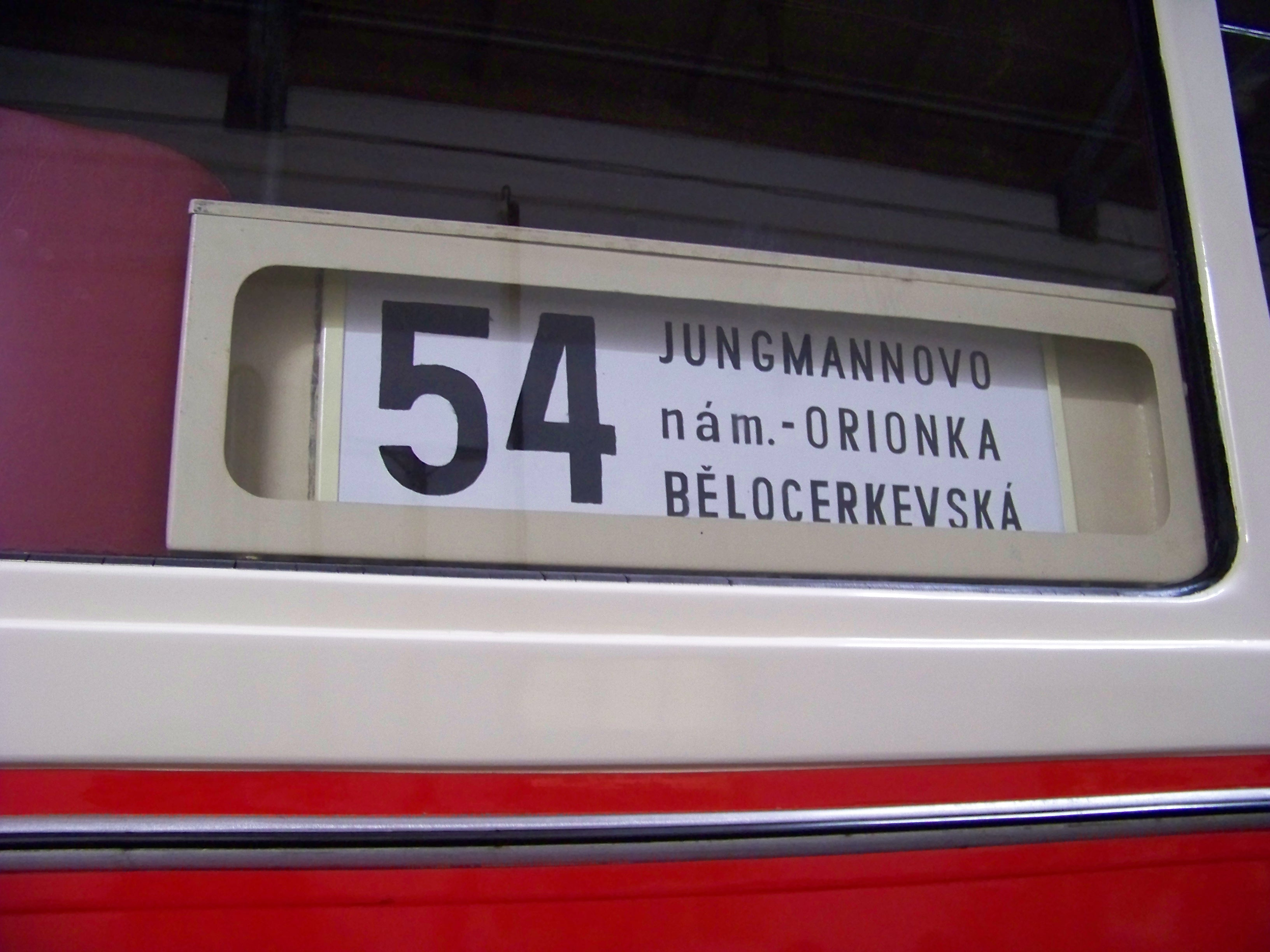
Tabule trolejbusové linky 54

Také tato trať nebyla oproti svému původnímu projektu dostavěna. Měla vést až do Záběhlic. Trať vedla ulicemi Bělocerkevská, U Vršovického hřbitova a dále odbočovala do ulice Nad Vrbovkou. V ulici U Vršovického hřbitova bylo největší stoupání v celé pražské trolejbusové síti – 12,3 % v délce 17 m. Délka tratě byla 1,644 km a provoz byl zahájen 2. dubna 1955. Vozovna Michle, ke které vedla, byla jediná vybudovaná speciálně pro trolejbusy. Část tratě Bělocerkevská – Vozovna Michle byla zrušena 30. června 1968 a provoz na zbytku byl zrušen 5. července 1972.

### Trať Svatý Matěj – Bubeneč – Nádraží Střed
Tato trať byla navržena v roce 1951. Podle návrhu měla vést po trase Sv. Matěj – Na Štáhlavce – náměstí Na Santince – A. A. Ždanova – Rooseveltova – Krupkovo náměstí – Wolkerova – Korunovační – Letenský tunel – Švermův most – Revoluční – V Celnici – Nádraží Střed. Letenský tunel byl již od svého vybudování opatřen drátěnými převěsy a závěsy pro trolejové vedení. Závěsy byly později odstraněny a převěsy byly svého času využívány k zavěšení těles přídavného zářivkového osvětlení. Vše bylo odstraněno při poslední rekonstrukci tunelu. Byl stanoven i termín zprovoznění trati na 1. července 1954. V únoru 1953 byl postaven úsek Sv. Matěj – Zelená, který měřil 1,426 km. Zbytek tratě nebyl však nikdy postaven a 1. července 1959 bylo od záměru stavby trati upuštěno.

### Trať Koulova – Garáže Dejvice
Tato trať navazovala na trať Sv. Matěj – Zelená a měřila 0,385 km. Provoz na této manipulační trati byl zahájen 20. dubna 1955 a zrušen 1. července 1959. Zajímavé je, že o zrušení trati bylo rozhodnuto již v roce 1954, tedy ještě před zahájením provozu.

### Trať Hřebenka – Dílny Košíře
Tato manipulační trať byla využívána pro dopravu vozů do stanice Těžké údržby trolejbusů v Košířích. Měřila 1,298 km a vedla ulicí Na Hřebenkách, kde byla jednostopá, a dále ulicemi Pobělohorská a Plzeňská, kde byla trať dvoustopá. 17. listopadu 1958 byla trať uvedena do provozu. V provozu byla tato trať až do konce provozu trolejbusů v Praze 16. října 1972.

## Období od roku 2017

### Trať Palmovka–Miškovice

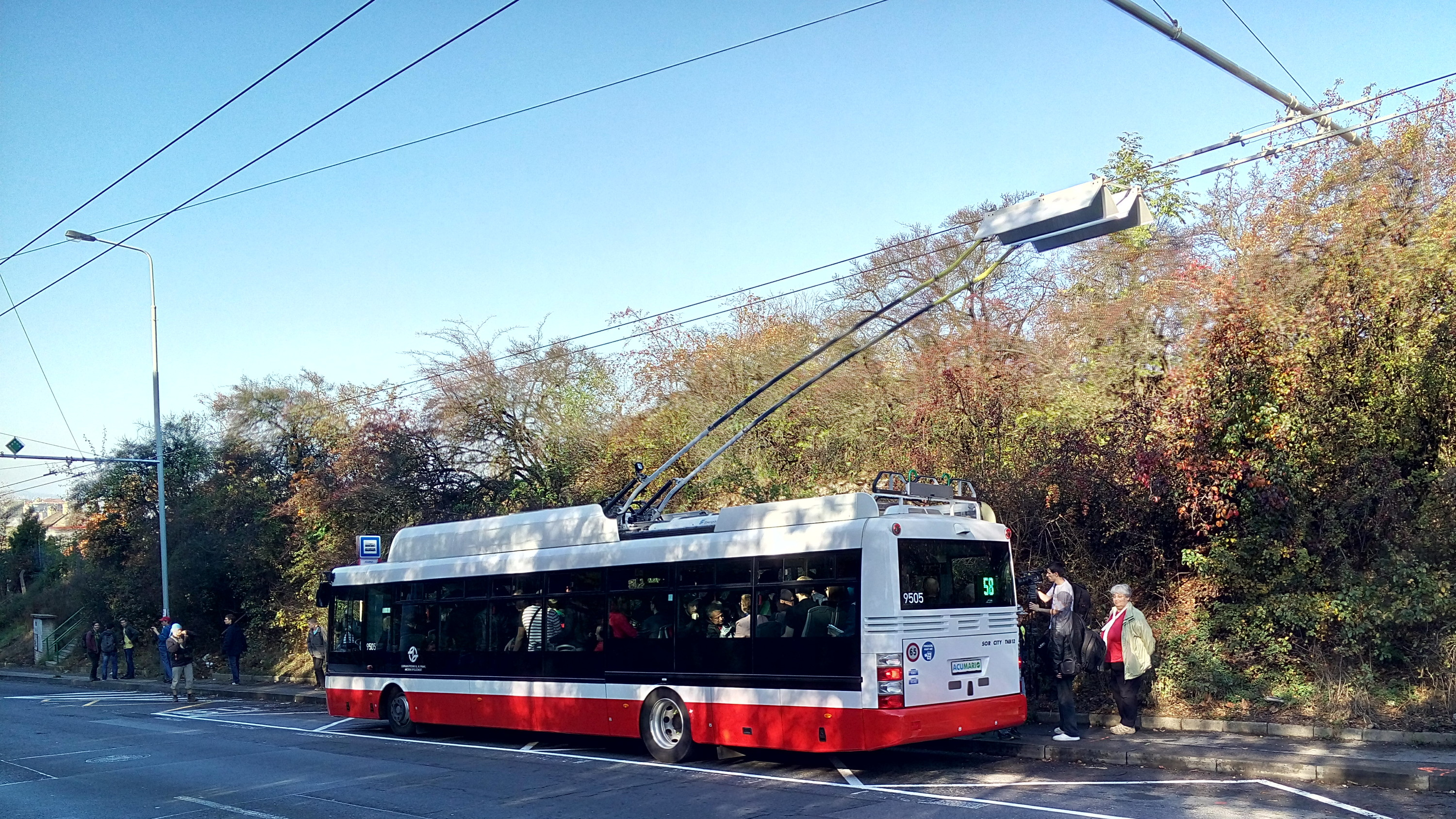
Trolejbus SOR TNB 12 na Prosecké ulici v autobusové zastávce Kelerka v roce 2017, krátce po uvedení linky do provozu

Testovací, přibližně jeden kilometr dlouhá trať pro parciální trolejbus byla postavena v roce 2017 v Prosecké ulici. Počátkem října toho roku se na ní uskutečnily první testovací jízdy. Dne 15. října 2017, tedy 45 let od ukončení trolejbusové dopravy v Praze, byl na ní zahájen zkušební provoz. Ten probíhal zprvu bez cestujících, později byl trolejbus dán do užívání veřejnosti během tzv. prezentačních jízd, kdy byl vypraven na linku symbolického čísla 58 vedenou z Palmovky ke stanici metra Letňany. Většinu trasy byl vůz napájen z baterií, ale při jízdě do stoupání Prosecké ulice se plně využíval elektrický pohon zásobený energií přímo z troleje. Akumulátory se částečně dobíjely při brzdění, hlavně ale během pauzy mezi jednotlivými spoji na Palmovce, kde byla vybudována krátká nabíjecí stopa. Z konečné Želivského sem přesunuta tzv. dobudka – zařízení vybavené galvanickým oddělovačem, které odebírá proud z troleje přilehlé tramvajové trati v ulici Na Žertvách. Kvůli rekonstrukci kanalizace v Prosecké ulici a následné dostavbě plnohodnotné tratě byl provoz trolejbusu od 21. února 2021 přerušen.
V lednu 2022 zahájil Dopravní podnik hl. m. Prahy stavbu trolejbusové trati z Palmovky přes Prosek, Letňany a Čakovice do Miškovic, určené pro parciální trolejbusy. Trakční vedení má být osazeno přibližně na polovině trasy. V Libni trať začíná velkou jednostopou blokovou smyčkou v ulicích Čuprova, Na Žertvách a Zenklova, dále pokračuje ulicemi Proseckou, kde využívá i úsek z roku 2017, Tupolevovou, Kosteleckou, Cukrovarskou, Ke Stadionu, Vážskou a Polabskou. Jako první byl dokončen úsek z Letňan k obchodnímu centru Čakovice, první zkušební jízda byla na něm vykonána 6. října 2022. Napájení úseku zajišťuje obnovená měnírna v Příborské ulici, do zkušebního provozu byl uveden 15. října 2022.
Dne 1. února 2024 byla po úplném dokončení celá zprovozněna a tím pádem kompletně nahradila autobusovou linku 140, která byla zrušena.

### Trať Nádraží Veleslavín – Letiště
Výstavba trati od veleslavínského nádraží k ruzyňskému letišti začala před koncem roku 2022. Trolejové vedení bylo zřízeno v úseku od zastávky Nádraží Veleslavín až před kruhový odjezd za zastávkou Terminál 3. Trať byla uvedena do provozu v březnu 2024, kdy na ní začala jezdit linka č. 59.

## Připravované

### Trať Na Knížecí – U Waltrovky
Trať Na Knížecí – U Waltrovky má nahradit linku 137 v části její trasy. Trasa linky 137 je Na Knížecí – Malá Ohrada, ale trolejbusová trať bude vedena pouze do zastávky U Waltrovky, protože na Malé Ohradě je plánováno vést v budoucnu jiné trolejbusové linky. 
Po trati má jezdit trolejbusová linka č. 52 a má být zprovozněna do 30. dubna 2026.

### Trať Karlovo náměstí – Stadion Strahov
Trať Karlovo náměstí – Stadion Strahov má nahradit autobusovou linku 176. Výstavba začala 21. května 2025. Po jejím dokončení se plánuje spojení s autobusovou linkou 134, která má být též elektrifikována a má vzniknout trasa Dvorce – Budějovická – Pankrác – Podolská vodárna – Karlovo náměstí – Arbesovo náměstí – Stadion Strahov pod totožným číslem – č. 53.
Úsek Karlovo náměstí – Stadion Strahov má být zprovozněn do 30. června 2026, elektrifikace trolejbusové linky č. 134 se má uskutečnit v letech 2027 – 2028.

### Trať Hradčanská – Bořislavka
Trať Hradčanská – Bořislavka má nahradit autobusovou linku č. 131. Trasa bude podobná jako trasa první trolejbusové linky v Praze zprovozněné v roce 1936, protože má jezdit přes Hanspaulku. Stavba začala 21. května 2025 společně s výstavbou trolejbusové linky č. 53 na Stadion Strahov.